# Hadena segregata
Hadena segregata là một loài bướm đêm trong họ Noctuidae.